# 張拱 (弘治進士)
張拱（1472年—？），字文瑞，直隸揚州府高郵州寶應縣人，民籍，明朝政治人物。

## 生平
弘治五年（1492年）壬子科應天府鄉試第五十五名舉人。弘治九年（1496年）中式丙辰科會試第一百二十名，三甲第一百六十名進士。

## 家族
曾祖張必先；祖父張伯威；父張簡，母邢氏。具慶下。